# (5326) Vittoriosacco
(5326) Vittoriosacco es un asteroide perteneciente al cinturón de asteroides, descubierto el 8 de septiembre de 1988 por Henri Debehogne desde el Observatorio de La Silla, Chile.

## Designación y nombre
Designado provisionalmente como 1988 RT6. Fue nombrado Vittoriosacco en honor al astrónomo amateur italiano Vittorio Sacco, también divulgador de astronomía. Durante más de cuatro décadas fue líder del Club de Astronomía en Suno e introdujo la astronomía a muchos jóvenes.

## Características orbitales
Vittoriosacco está situado a una distancia media del Sol de 2,542 ua, pudiendo alejarse hasta 2,855 ua y acercarse hasta 2,228 ua. Su excentricidad es 0,123 y la inclinación orbital 15,04 grados. Emplea 1480,58 días en completar una órbita alrededor del Sol.

## Características físicas
La magnitud absoluta de Vittoriosacco es 12,8. Tiene 7,371 km de diámetro y su albedo se estima en 0,297.